# Richard Ellis (Astronom)
Richard Salisbury Ellis (* 25. Mai 1950 in Colwyn Bay, Wales) ist ein britischer Astronom. Er ist Professor am Caltech.

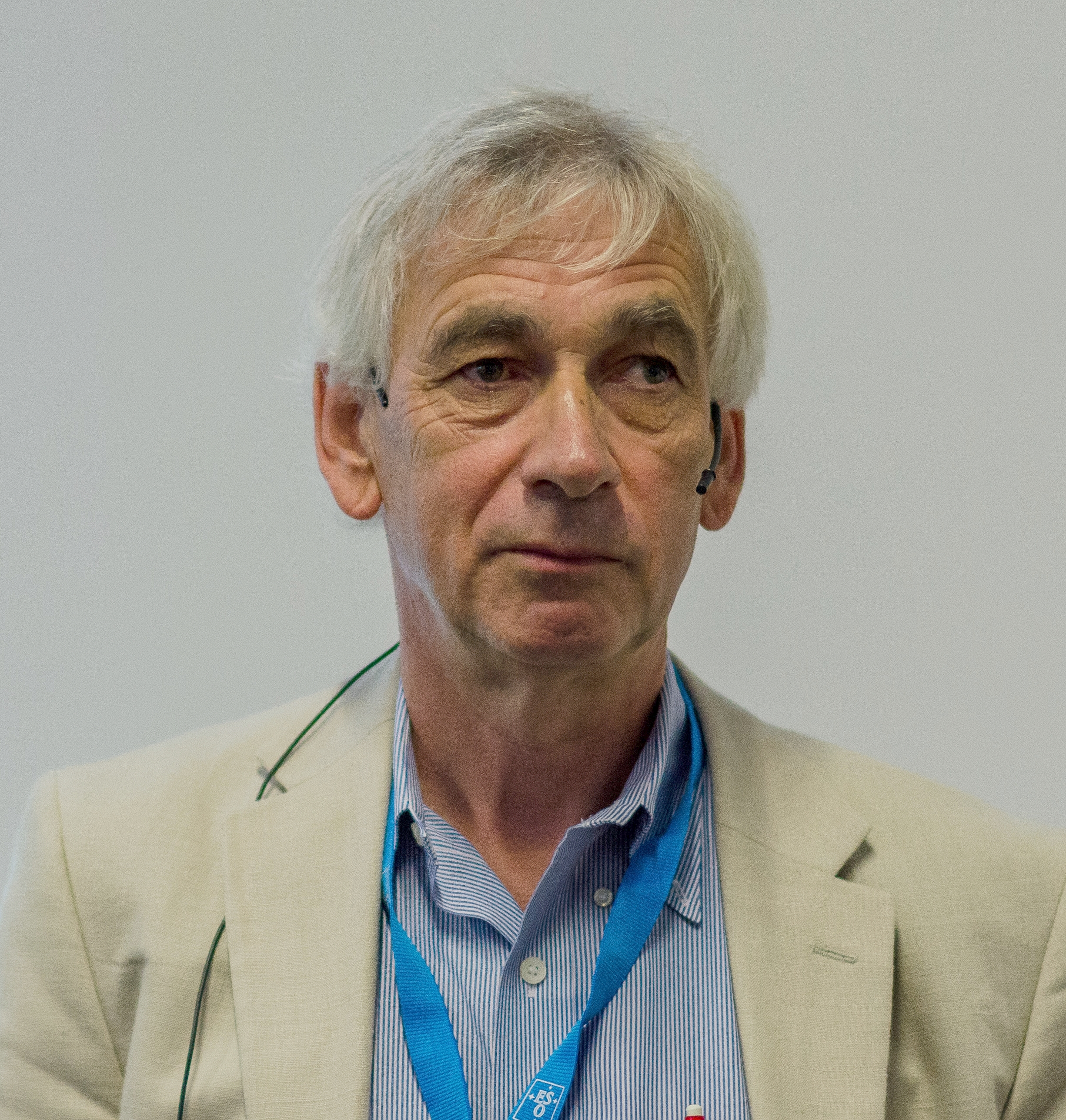
Richard Ellis auf einer Konferenz in Garching 2012

Ellis studierte Astronomie am University College London und am Wolfson College der Universität Oxford, an dem er 1974 promoviert wurde. Danach war er an der Universität Durham und dem Royal Greenwich Observatory. 1985 wurde er Professor in Durham und 1993 Plumian Professor für Astronomie an der Universität Cambridge und Fellow des Magdalene College. 1994 bis 1999 war er dort Direktor des Astronomischen Instituts. 1999 ging er ans Caltech. 2000 bis 2005 war er dort Direktor des Palomar-Observatoriums.
Ellis ist beobachtender Astronom, der sich besonders mit der Evolution früher Galaxien und großer Strukturen im Kosmos befasst. Er war Mitglied der Supernova Cosmology Project, das die Beschleunigung des Universums feststellte, wofür dessen Leiter Saul Perlmutter 2011 den Nobelpreis erhielt. Ende der 1990er Jahre war er an der Morphs Collaboration beteiligt (unter anderem mit Alan Dressler), die die Entwicklung verschiedener Formen von Galaxien untersucht. Er erforscht frühe Sterne und Galaxien, unter anderem mit Gravitationslinseneffekten und dem Hubble Space Telescope und dem Keck Observatory.
Er spielte eine wichtige Rolle in der Vorbereitung zum geplanten Thirty Meter Telescope.
1995 wurde er Fellow der Royal Society, deren Bakerian Lecture er 1998 hielt (The morphological evolution of the galaxies). 2008 wurde er CBE. 2011 erhielt er die Goldmedaille der Royal Astronomical Society, 2020 die Faraday-Medaille des Institute of Physics, 2022 die Royal Medal und 2023 den Gruber-Preis für Kosmologie. 2024 wurde Ellis zum Mitglied der National Academy of Sciences gewählt.